# Reservorio natural
El reservorio natural o nido se refiere al hospedador de largo plazo de un patógeno que causa una enfermedad infecciosa zoonótica. A menudo ocurre que el hospedador no es afectado por la enfermedad que este patógeno causa en otros organismos, o permanece asintomático y no está en riesgo su vida. Una vez descubierto el reservorio natural de un organismo patogénico, se elucida su ciclo de vida, lo cual hace más sencillo el desarrollar programas de prevención y control. Algunos ejemplos de reservorios naturales incluyen:
- Ratones de campo, para los hantavirus, la fiebre de Lassa o la tularemia.
- Marmotas, ratas negras, perritos de pradera, ardillas de tierra y otras ardillas para la peste bubónica.
- Armadillos y marsupiales para la enfermedad de Chagas.
- Garrapatas para la babesiosis.

Algunas enfermedades no tienen un reservorio no humano: la poliomielitis y la varicela son ejemplos prominentes. El concepto de reservorio natural puede ser extendido a aquellos seres humanos portadores del agente infectante que son asintomáticos, como ocurre con ciertos portadores de la fiebre tifoidea. 
El reservorio natural de algunas enfermedades permanece aún sin resolver. Es el caso de la fiebre hemorrágica de Ébola, causada por un virus.